# 12932 Конедера
12932 Конедера (12932 Conedera) — астероїд головного поясу, відкритий 10 жовтня 1999 року.
Тіссеранів параметр щодо Юпітера — 3,481.